# ジャン・サーフォンテイン
ジャン・サーフォンテイン（Jan Serfontein、1993年4月15日 - ）は、トップ14モンペリエ・エロー・ラグビーに所属するラグビーユニオン選手。

## プロフィール
- 南アフリカ・ポート・エリザベス出身。
- ポジションはセンター(CTB)。
- 身長 187cm、体重 97kg
- U20南アフリカ代表に選ばれたことがある[1]。
- 南アフリカ代表キャップ数は35(2021年1月現在)でラグビーワールドカップ2015の南アフリカ代表に選ばれた[2]。

## 来歴
ブルー・ブルズ、ブルズを経て、2017年、モンペリエに加入。